# 岩園町
岩園町（いわぞのちょう）は、兵庫県芦屋市の町名。郵便番号は659-0013。

## 地理
芦屋市の東端部に位置する。阪急神戸線以北に全町域が属する。

町域の北は六麓荘町・西宮市苦楽園六番町と、南は親王塚町・翠ケ丘町と、東は阪急線に近い側から西宮市高塚町・深谷町・老松町と、同じく南東の一点で西宮市大谷町と、西は同じく東山町・朝日ケ丘町と、同じく南西の一点で大原町と、それぞれ隣接している。

町域の南部に芦屋市立岩園小学校、岩園幼稚園が設置されている。西側の町境には宮川が貫流している。六麓荘町との境には、「岩が平」と呼ばれる地域がある。

### 地価
住宅地の地価は2015年（平成27年）1月1日にの公示地価によれば岩園町20-3の地点で28万5000円/m2となっている。

## 歴史
- 1970年（昭和45年） 5月1日 - 当時の町域の内、芦屋市道宮川線を挟んで東・南の地域に対して住居表示を実施[6]。
- 1971年（昭和46年） 2月8日 - 当町と西宮市老松町の間に『岩園隧道（ずいどう）』が開通し、芦屋市道宮川線と西宮市道山手線が接続される[7]。
- 1972年（昭和47年） 6月1日 - 前々年の時点では地番のまま据え置かれた（芦屋市道宮川線を挟んで北側の）地域に、西側に隣接する朝日ケ丘町の一部（当時の同町の東端部分）を当町に編入し、同時に住居表示を実施[8]。

## 世帯数と人口
2022年（令和4年）2月1日現在の世帯数と人口は以下の通りである。
| 丁目   | 世帯数    | 人口    |
| ------ | --------- | ------- |
| 岩園町 | 1,463世帯 | 3,470人 |

## 小・中学校の学区
市立小・中学校に通う場合、学区は以下の通りとなる。
| 番地 | 小学校             | 中学校             |
| ---- | ------------------ | ------------------ |
| 全域 | 芦屋市立岩園小学校 | 芦屋市立山手中学校 |

## 交通

### 道路
- 宮川けやき通り

## 遺跡
- 岩が平と呼ばれる地域には、切石場のあとが見つかっており、徳川家による大坂城の改修の際に、石垣に使う石をここで加工していたと考えられている。
- 町北部には、八十塚古墳群という、数十基の古墳群の一部がある。

## 施設
教育
- 芦屋市立岩園小学校
- 芦屋市立岩園幼稚園
- 芦屋市立岩園保育園

寺社
- 岩園天神社